# Ixodes
Ixodes is een geslacht van teken uit de familie Ixodidae. Het is het grootste Ixodidae-geslacht, met meer dan 240 soorten. Het geslacht werd beschreven door Pierre-André Latreille in 1795. De typesoort is Ixodes ricinus (Linnaeus, 1758) (oorspronkelijke naam: Acarus ricinus).
Een aantal soorten zijn van belang voor de volksgezondheid omdat ze fungeren als vector van pathogenen of parasieten van mensen en dieren. Meer bepaald is de schapenteek (Ixodes ricinus) een vector voor Borrelia burgdorferi (dat de lymeziekte of borreliose veroorzaakt). Rickettsia werd aangetroffen in Ixodes granulatus in Taiwan.
Ixodes acutitarsus wordt beschouwd als de grootste Ixodes-soort in de wereld. Ze komt voor in Azië van India tot Japan. In Taiwan werd rond 2011 voor het eerst vastgesteld dat deze teken mensen bijten en dus ook overbrengers kunnen zijn van menselijke pathogenen.

## Soorten

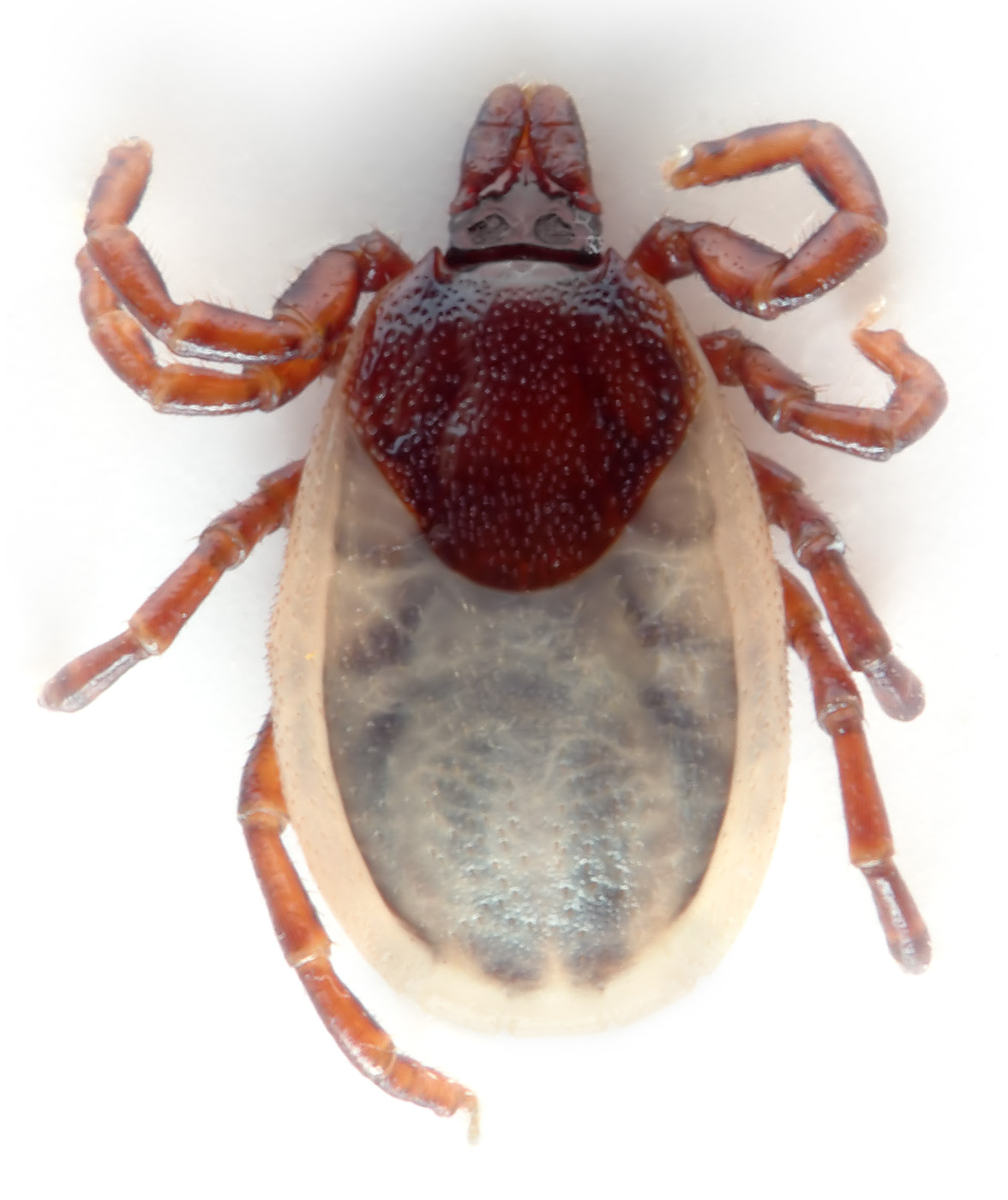
Ixodes hexagonus

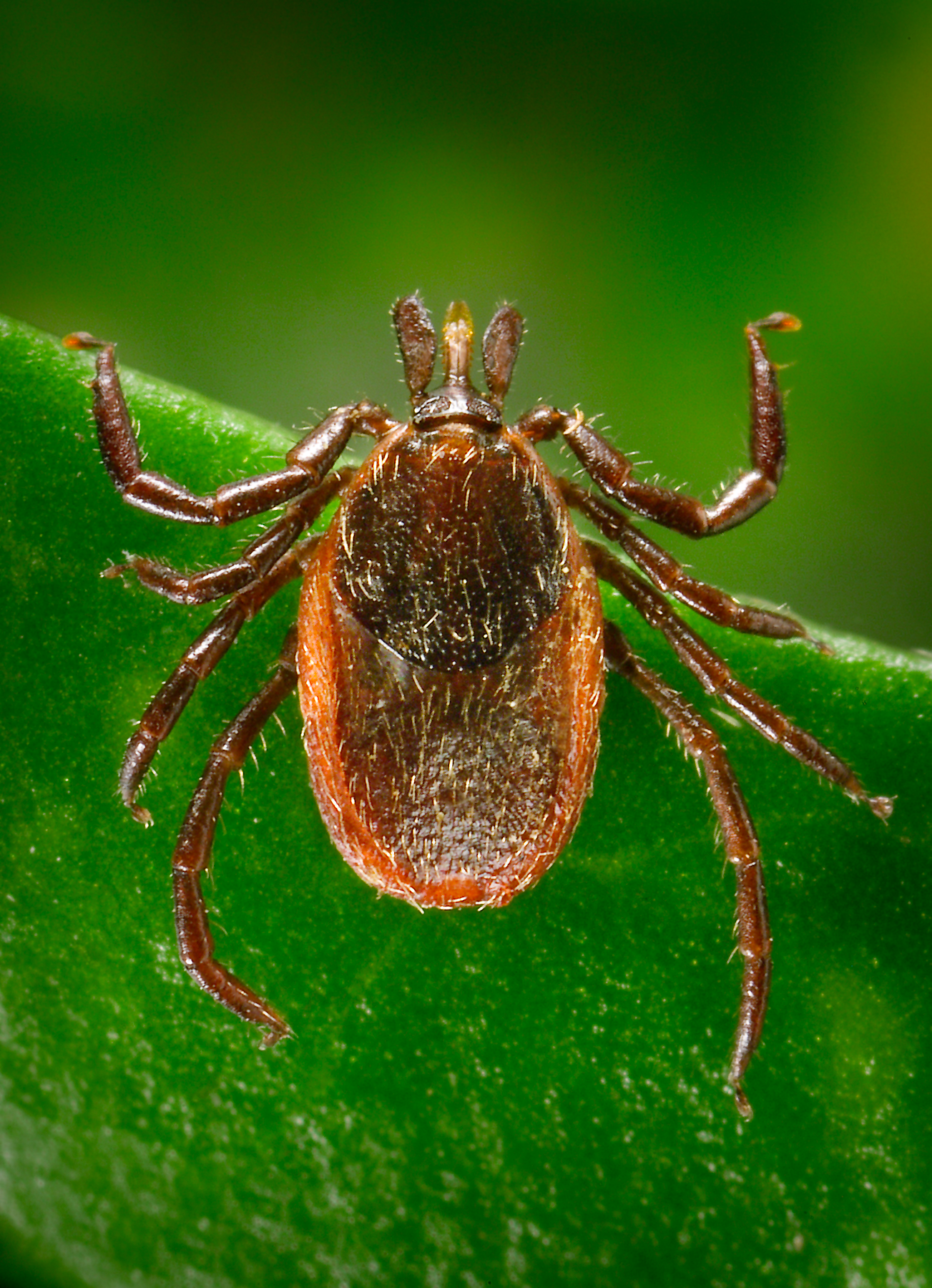
Ixodes pacificus

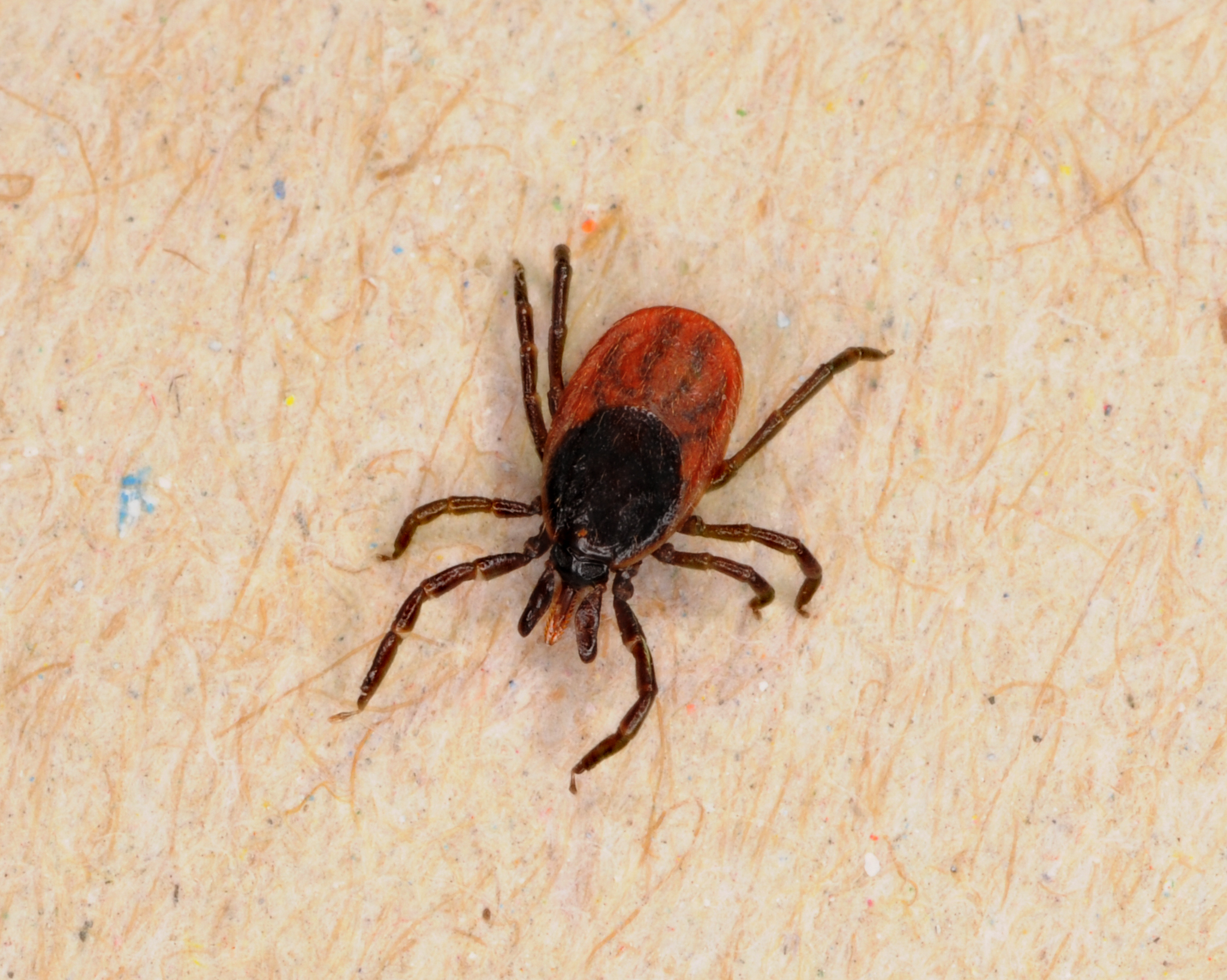
Ixodes ricinus

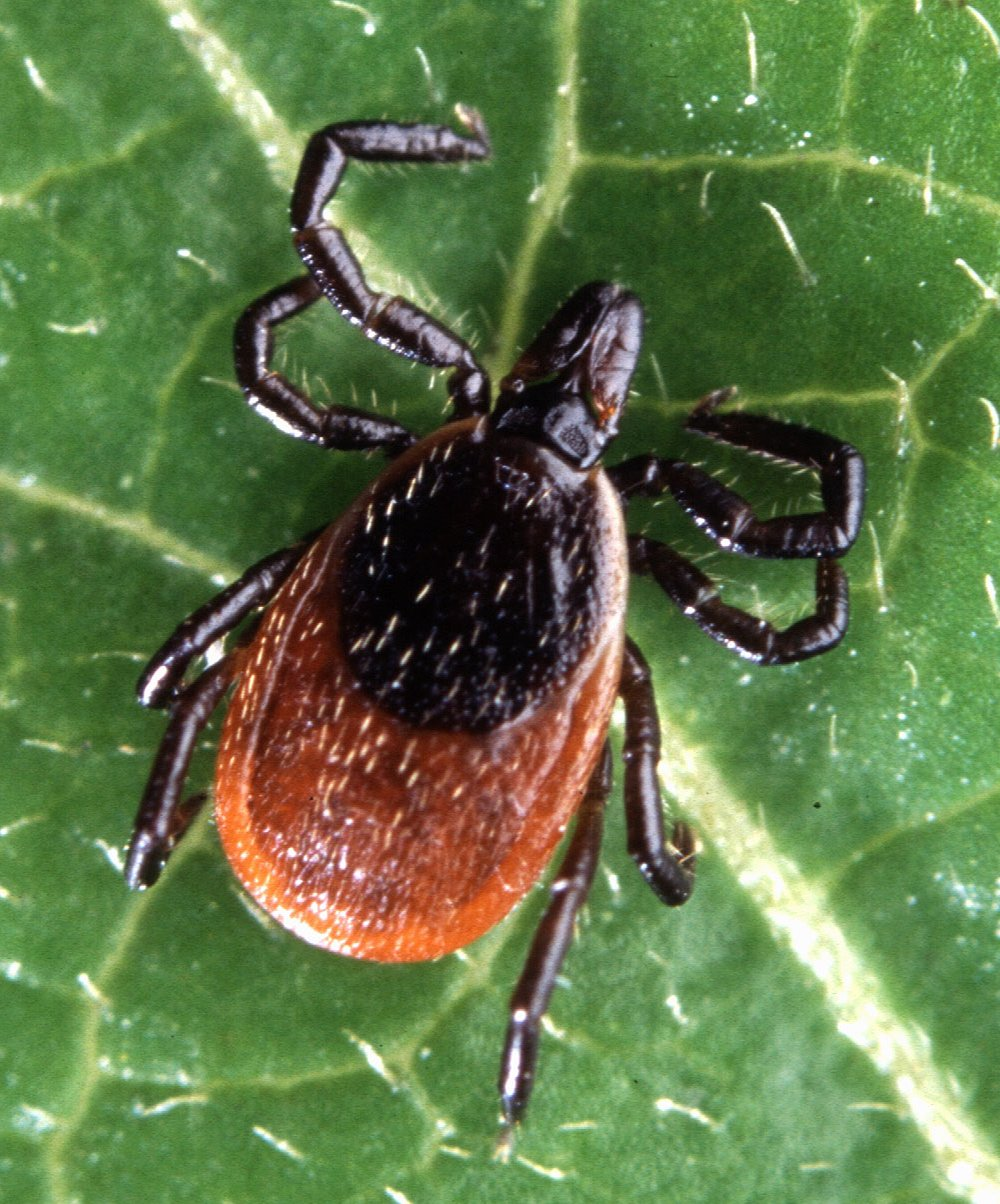
Ixodes scapularis

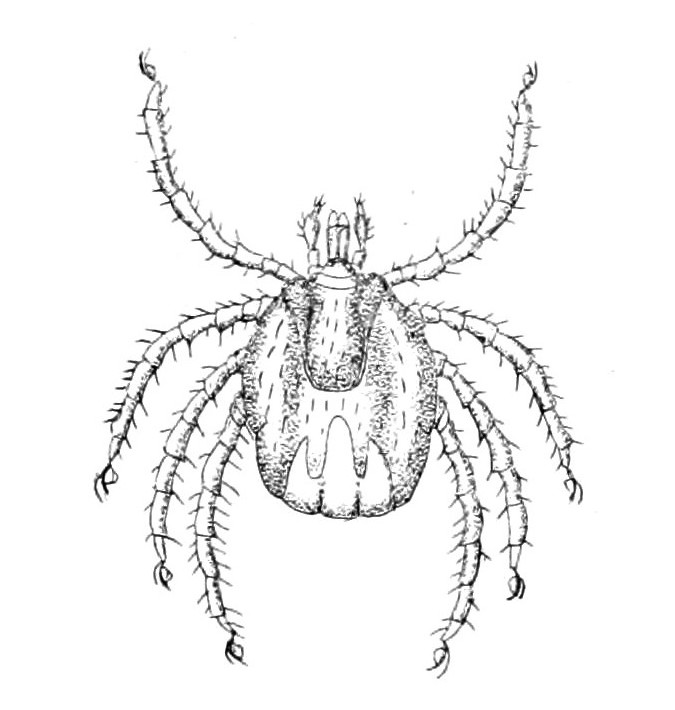
Ixodes uriae

De volgende Ixodes-soorten worden erkend:
- Ixodes abrocomae Lahille, 1917
- Ixodes acuminatus Neumann, 1901
- Ixodes acutitarsus (Karsch, 1880)
- Ixodes affinis Neumann, 1899
- Ixodes albignaci Uilenberg & Hoogstraal, 1969
- Ixodes alluaudi Neumann, 1913
- Ixodes amarali Fonseca, 1935
- Ixodes amersoni Kohls, 1966[5]
- Ixodes anatis Chilton, 1904
- Ixodes andinus Kohls, 1956
- Ixodes angustus Neumann, 1899
- Ixodes antechini Roberts, 1960
- Ixodes apronophorus Schulze, 1924
- Ixodes arabukiensis Arthur, 1959
- Ixodes aragaoi Fonseca, 1935
- Ixodes arboricola Schulze & Schlottke, 1930
- Ixodes arebiensis Arthur, 1956
- Ixodes asanumai Kitaoka, 1973
- Ixodes aulacodi Arthur, 1956
- Ixodes auriculaelongae Arthur, 1958
- Ixodes auritulus Neumann, 1904
- Ixodes australiensis Neumann, 1904
- Ixodes baergi Cooley & Kohls, 1942
- Ixodes bakeri Arthur & Clifford, 1961
- Ixodes banksi Bishopp, 1911
- Ixodes bedfordi Arthur, 1959
- Ixodes bequaerti Cooley & Kohls, 1945
- Ixodes berlesei Birula, 1895
- Ixodes bivari Santos Dias, 1990
- Ixodes boliviensis Neumann, 1904
- Ixodes brewsterae Keirans, Clifford & Walker, 1982
- Ixodes browningi Arthur, 1956
- Ixodes brumpti Morel, 1965
- Ixodes brunneus Koch, 1844
- Ixodes calcarhebes Arthur & Zulu, 1980
- Ixodes caledonicus Nuttall, 1910
- Ixodes canisuga Johnston, 1849
- Ixodes capromydis Cerný, 1966
- Ixodes catherinei Keirans, Clifford & Walker, 1982
- Ixodes cavipalpus Nuttall & Warburton, 1908
- Ixodes ceylonensis Kohls, 1950
- Ixodes chilensis Kohls, 1956
- Ixodes colasbelcouri Arthur, 1957
- Ixodes collocaliae Schulze, 1937
- Ixodes columnae Takada & Fujita, 1992
- Ixodes conepati Cooley & Kohls, 1943
- Ixodes confusus Roberts, 1960
- Ixodes cookei Packard, 1869
- Ixodes cooleyi Aragão & Fonseca, 1951
- Ixodes copei Wilson, 1980
- Ixodes cordifer Neumann, 1908
- Ixodes cornuae Arthur, 1960
- Ixodes cornuatus Roberts, 1960
- Ixodes corwini Keirans, Clifford & Walker, 1982
- Ixodes crenulatus Koch, 1844
- Ixodes cuernavacensis Kohls & Clifford, 1966
- Ixodes cumulatimpunctatus Schulze, 1943
- Ixodes dampfi Cooley, 1943
- Ixodes daveyi Nuttall, 1913
- Ixodes dawesi Arthur, 1956
- Ixodes dendrolagi Wilson, 1967
- Ixodes dentatus Marx, 1899
- Ixodes dicei Keirans & Ajohda, 2003
- Ixodes diomedeae Arthur, 1958
- Ixodes diversifossus Neumann, 1899
- Ixodes djaronensis Neumann, 1907
- Ixodes domerguei Uilenberg & Hoogstraal, 1965
- Ixodes downsi Kohls, 1957
- Ixodes drakensbergensis Clifford, Theiler & Baker, 1975
- Ixodes eadsi Kohls & Clifford, 1964
- Ixodes eastoni Keirans & Clifford, 1983
- Ixodes eichhorni Nuttall, 1916
- Ixodes eldaricus Dzhaparidze, 1950
- Ixodes elongatus Bedford, 1929
- Ixodes eudyptidis Maskell, 1885
- Ixodes euplecti Arthur, 1958
- Ixodes evansi Arthur, 1956
- Ixodes fecialis Warburton & Nuttall, 1909
- Ixodes festai Rondelli, 1926
- Ixodes filippovae Cerný, 1961
- Ixodes fossulatus Neumann, 1899
- Ixodes frontalis Panzer, 1798
- Ixodes fuscipes Koch, 1844
- Ixodes galapagoensis Clifford & Hoogstraal, 1980
- Ixodes ghilarovi Filippova & Panova, 1988
- Ixodes gibbosus Nuttall, 1916
- Ixodes granulatus Supino, 1897
- Ixodes gregsoni Lindquist, Wu & Redner, 1999
- Ixodes guatemalensis Kohls, 1956
- Ixodes hearlei Gregson, 1941
- Ixodes heinrichi Arthur, 1962
- Ixodes hexagonus Leach, 1815
- Ixodes himalayensis Dhanda & Kulkarni, 1969
- Ixodes hirsti Hassall, 1931
- Ixodes holocyclus Neumann, 1899
- Ixodes hoogstraali Arthur, 1955
- Ixodes howelli Cooley & Kohls, 1938
- Ixodes hyatti Clifford, Hoogstraal & Kohls, 1971
- Ixodes hydromyidis Swan, 1931
- Ixodes jacksoni Hoogstraal, 1967
- Ixodes jellisoni Cooley & Kohls, 1938
- Ixodes jonesae Kohls, Sonenshine & Clifford, 1969
- Ixodes kaiseri Arthur, 1957
- Ixodes kaschmiricus Pomerantsev, 1948
- Ixodes kazakstani Olenev & Sorokoumov, 1934
- Ixodes kerguelenensis André & Colas-Belcour, 1942
- Ixodes kingi Bishopp, 1911
- Ixodes kohlsi Arthur, 1955
- Ixodes kopsteini Oudemans, 1926
- Ixodes kuntzi Hoogstraal & Kohls, 1965
- Ixodes laguri Olenev, 1929
- Ixodes lasallei Méndez Arocha & Ortiz, 1958
- Ixodes latus Arthur, 1958
- Ixodes laysanensis Wilson, 1964
- Ixodes lemuris Arthur, 1958
- Ixodes lewisi Arthur, 1965
- Ixodes lividus Koch, 1844
- Ixodes longiscutatus Boero, 1944
- Ixodes loricatus Neumann, 1899
- Ixodes loveridgei Arthur, 1958
- Ixodes luciae Sénevet, 1940
- Ixodes lunatus Neumann, 1907
- Ixodes luxuriosus Schulze, 1932
- Ixodes macfarlanei Keirans, Clifford & Walker, 1982
- Ixodes malayensis Kohls, 1962
- Ixodes marmotae Cooley & Kohls, 1938
- Ixodes marxi Banks, 1908
- Ixodes maslovi Emelyanova & Kozlovskaya, 1967
- Ixodes matopi Spickett, Keirans, Norval & Clifford, 1981
- Ixodes mexicanus Cooley & Kohls, 1942
- Ixodes minor Neumann, 1902
- Ixodes minutae Arthur, 1959
- Ixodes mitchelli Kohls, Clifford & Hoogstraal, 1970
- Ixodes monospinosus Saito, 1968
- Ixodes montoyanus Cooley, 1944
- Ixodes moreli Arthur, 1957
- Ixodes moscharius Teng, 1982
- Ixodes moschiferi Nemenz, 1968
- Ixodes muniensis Arthur & Burrow, 1957
- Ixodes muris Bishopp & Smith, 1937
- Ixodes murreleti Cooley & Kohls, 1945
- Ixodes myospalacis Teng, 1986
- Ixodes myotomys Clifford & Hoogstraal, 1970
- Ixodes myrmecobii Roberts, 1962
- Ixodes nairobiensis Nuttall, 1916
- Ixodes nchisiensis Arthur, 1958
- Ixodes nectomys Kohls, 1956
- Ixodes neitzi Clifford, Walker & Keirans, 1977
- Ixodes nesomys Uilenberg & Hoogstraal, 1969
- Ixodes neuquenensis Ringuelet, 1947
- Ixodes nicolasi Santos Dias, 1982
- Ixodes nipponensis Kitaoka & Saito, 1967
- Ixodes nitens Neumann, 1904
- Ixodes nuttalli Lahille, 1913
- Ixodes nuttallianus Schulze, 1930
- Ixodes occultus Pomerantsev, 1946
- Ixodes ochotonae Gregson, 1941
- Ixodes okapiae Arthur, 1956
- Ixodes oldi Nuttall, 1913
- Ixodes ornithorhynchi Lucas, 1846
- Ixodes ovatus Neumann, 1899
- Ixodes pacificus Cooley & Kohls, 1943
- Ixodes paranaensis Barros-Battesti, Arzua, Pichorim & Keirans, 2003
- Ixodes pararicinus Keirans & Clifford, in Keirans, Clifford, Guglielmone & Mangold, 1985
- Ixodes pavlovskyi Pomerantsev, 1946
- Ixodes percavatus Neumann, 1906
- Ixodes peromysci Augustson, 1940
- Ixodes persulcatus Schulze, 1930
- Ixodes petauristae Warburton, 1933
- Ixodes philipi Keirans & Kohls, 1970
- Ixodes pilosus Koch, 1844
- Ixodes pomerantzi Kohls, 1956
- Ixodes pomeranzevi Serdyukova, 1941
- Ixodes priscicollaris Schulze, 1932
- Ixodes procaviae Arthur & Burrow, 1957
- Ixodes prokopjevi (Emelyanova, 1979)
- Ixodes radfordi Kohls, 1948
- Ixodes rageaui Arthur, 1958
- Ixodes randrianasoloi Uilenberg & Hoogstraal, 1969
- Ixodes rangtangensis Teng, 1973
- Ixodes rasus Neumann, 1899
- Ixodes redikorzevi Olenev, 1927
- Ixodes rhabdomysae Arthur, 1959
- Ixodes ricinus (Linnaeus, 1758) (Schapenteek)
- Ixodes rothschildi Nuttall & Warburton, 1911
- Ixodes rotundatus Arthur, 1958
- Ixodes rubicundus Neumann, 1904
- Ixodes rubidus Neumann, 1901
- Ixodes rugicollis Schulze & Schlottke, 1930
- Ixodes rugosus Bishopp, 1911
- Ixodes sachalinensis Filippova, 1971
- Ixodes scapularis Say, 1821
- Ixodes schillingsi Neumann, 1901
- Ixodes schulzei Aragão & Fonseca, 1951
- Ixodes sculptus Neumann, 1904
- Ixodes semenovi Olenev, 1929
- Ixodes serrafreirei Amorim, Gazeta, Bossi & Linhares, 2003
- Ixodes shahi Clifford, Hoogstraal & Kohls, 1971
- Ixodes siamensis Kitaoka & Suzuki, 1983
- Ixodes sigelos Keirans, Clifford & Corwin, 1976
- Ixodes signatus Birula, 1895
- Ixodes simplex Neumann, 1906
- Ixodes sinaloa Kohls & Clifford, 1966
- Ixodes sinensis Teng, 1977
- Ixodes soricis Gregson, 1942
- Ixodes spinae Arthur, 1958
- Ixodes spinicoxalis Neumann, 1899
- Ixodes spinipalpis Hadwen & Nuttall, 1916
- Ixodes steini Schulze, 1932
- Ixodes stilesi Neumann, 1911
- Ixodes stromi Filippova, 1957
- Ixodes subterranus Filippova, 1961
- Ixodes succineus Weidner, 1964
- Ixodes taglei Kohls, 1969
- Ixodes tamaulipas Kohls & Clifford, 1966
- Ixodes tancitarius Cooley & Kohls, 1942
- Ixodes tanuki Saito, 1964
- Ixodes tapirus Kohls, 1956
- Ixodes tasmani Neumann, 1899
- Ixodes tecpanensis Kohls, 1956
- Ixodes tertiarius Scudder
- Ixodes texanus Banks, 1909
- Ixodes theilerae Arthur, 1953
- Ixodes thomasae Arthur & Burrow, 1957
- Ixodes tiptoni Kohls & Clifford, 1962
- Ixodes tovari Cooley, 1945
- Ixodes transvaalensis Clifford & Hoogstraal, 1966
- Ixodes trianguliceps Birula, 1895
- Ixodes trichosuri Roberts, 1960
- Ixodes tropicalis Kohls, 1956
- Ixodes turdus Nakatsuji, 1942
- Ixodes ugandanus Neumann, 1906
- Ixodes unicavatus Neumann, 1908
- Ixodes uriae White, 1852
- Ixodes vanidicus Schulze, 1943
- Ixodes venezuelensis Kohls, 1953
- Ixodes ventalloi Gil Collado, 1936
- Ixodes vespertilionis Koch, 1844
- Ixodes vestitus Neumann, 1908
- Ixodes victoriensis Nuttall, 1916
- Ixodes walkerae Clifford, Kohls & Hoogstraal, 1968
- Ixodes werneri Kohls, 1950
- Ixodes woodi Bishopp, 1911
- Ixodes zaglossi Kohls, 1960
- Ixodes zairensis Keirans, Clifford & Walker, 1982
- Ixodes zumpti Arthur, 1960